# Mont-ral
Mont-ral és un municipi de la comarca de l'Alt Camp. Se situa a l'extrem occidental de la comarca, al vessant oriental de les Muntanyes de Prades. Des del 2015, el batlle és Xavier Pagès, d'ERC.

## Geografia
- Llista de topònims de Mont-ral (Orografia: muntanyes, serres, collades, indrets..; hidrografia: rius, fonts...; edificis: cases, masies, esglésies, etc).

| Entitat de població | Habitants (2023) |
| Mont-ral            | 91               |
| Farena              | 40               |
| la Cadeneta         | 26               |
| l'Aixàviga          | 10               |
| el Bosquet          | 9                |
| Cabrera             | 7                |
| Font: Idescat       |                  |

## Història
Va formar part de la Vegueria de Montblanc fins al 1716. Després va passar a formar part del Corregiment de Tarragona des del 1716 fins al 1833.

## Dades econòmiques
El 1970 la seva renda anual mitjana per capita era de 46.378 pessetes (278,74 euros).
El 1983 el terme municipal de Mont-Ral comptava amb unes 2 explotacions agràries d'entre 0 i 5 hectàrees, unes 32 d'entre 5 i 50 hectàrees i unes 16 explotacions d'entre 50 i 200 hectàrees.

## Política municipal
Nombre de regidors per partit
| PSC | -  | -  | -  | -  | 0  | 0  | 0 | - | 0 | -  | 0  | 0  |
| PP | -  | -  | -  | -  | -  | -  | 0 | 0 | - | -  | -  | -  |
| ERC | -  | -  | -  | -  | -  | 0  | 0 | 2 | 1 | 3  | 4  | 4  |
| CiU | -  | 4  | 0  | 3  | 5  | 4  | 5 | 3 | 4 | 1  | -  | -  |
| UCD | 4  | -  | -  | -  | -  | -  | - | - | - | -  | -  | -  |
| Altres | 1a | 1b | 5b | 2c | 0d | 1d | - | - | - | 1e | 1f | 1g |
| Total | 5  | 5  | 5  | 5  | 5  | 5  | 5 | 5 | 5 | 5  | 5  | 5  |
| a Agrupación de Electores; b Vecinos de Mont-ral; c Residents en Mont-ral; d Candidatura Independent Municipi de Mont-ral - FIC; e Mont-ral Poble Viu; f La Veu del Poble; g Som Poble; |    |    |    |    |    |    |   |   |   |    |    |    |

## Demografia
| 1497 f | 1515 f | 1553 f | 1717 | 1787 | 1857 | 1877  | 1887 | 1900 | 1910 |
| ------ | ------ | ------ | ---- | ---- | ---- | ----- | ---- | ---- | ---- |
| 28     | 35     | 45     | 250  | 523  | 986  | 1.010 | 925  | 766  | 714  |

| 1920 | 1930 | 1940 | 1950 | 1960 | 1970 | 1981 | 1990 | 1992 | 1994 |
| ---- | ---- | ---- | ---- | ---- | ---- | ---- | ---- | ---- | ---- |
| 564  | 382  | 384  | 292  | 210  | 92   | 46   | 152  | 113  | 113  |

| 1996 | 1998 | 2000 | 2002 | 2004 | 2006 | 2008 | 2010 | 2012 | 2014 |
| ---- | ---- | ---- | ---- | ---- | ---- | ---- | ---- | ---- | ---- |
| 145  | 137  | 160  | 165  | 177  | 179  | 175  | 172  | -    | 165  |

| 2016 | 2018 | 2020 | 2022 | 2024 | 2026 | 2028 | 2030 | 2032 | 2034 |
| ---- | ---- | ---- | ---- | ---- | ---- | ---- | ---- | ---- | ---- |
| 166  | 167  | 168  | 173  | 184  | -    | -    | -    | -    | -    |